# Prosopocera chanleri
Prosopocera chanleri là một loài bọ cánh cứng trong họ Cerambycidae.